# Вероника сердцевидноплодная
Веро́ника сердцевиднопло́дная (лат. Veronica cardiocarpa) — однолетнее травянистое растение, вид рода Вероника (Veronica) семейства Подорожниковые (Plantaginaceae).

## Распространение и экология
Территория бывшего СССР: Туркменистан (горы Большой Балхан, Копетдаг), Памиро-Алай (особенно Гиссарский хребет), Каратау, Тянь-Шань (отсутствует в восточной и прикашгарской частях), Джунгарский Алатау (самые восточные местонахождения у озера Алаколь), Мугоджары (гора Большой Боктубай); Азия: Иран (Хорасан), Афганистан (Бадахшан), Китай (Кашгария, Джунгария).
Произрастает в предгорьях и горах, на щебнистых и мелкозёмистых склонах, в горных лесах, среди кустарниковых зарослей, на лужайках у снежников; до 4000 м над уровнем моря.

## Ботаническое описание
Корни тонкие, короткие. Стебли прямостоячие, опушенные, заканчиваются более менее многоцветковыми соцветиями.
Стеблевые листья мутовчатые или почти мутовчатые, в числе четырёх собраны при основании соцветий, продолговато-яйцевидные, при основании округлые, с наибольшей шириной в средней части или ниже, по краю неглубоко и туповато пильчато-зазубренные, нижние пильчатые, верхние трёхзубчатые, самые верхние цельнокрайные. Прицветные листья уменьшенные.
Цветоножки равны или несколько длиннее чашечки, при плодах длиннее прицветников, прямые или слабо изогнутые; доли чашечки вдвое длиннее коробочки, широкие, ромбически-яйцевидные, с 2—3 жилками, коротко заострённые, почти до середины попарно сросшиеся, торчащие вверх, скудно и коротко ресничатые.
Коробочка, обратно-сердцевидная, с глубокой выемкой и тупыми, округло-яйцевидными лопастями. Семена около длиной 1,25 мм, шириной около 1 мм, яйцевидные, глубоко бокальчатые, гладкие или почти гладкие, лимонно-жёлтого цвета.
Цветёт в марте — апреле.

## Классификация

### Представители
В рамках вида выделяют ряд подвидов:
- Veronica cardiocarpa subsp. cardiocarpa
- Veronica cardiocarpa subsp. nanella (Vved.) M.A.Fisch. — встречается в горах на границе Афганистана и Узбекистана.

### Таксономия
Вид Вероника сердцевидноплодная входит в род Вероника (Veronica) семейства Подорожниковые (Plantaginaceae) порядка Ясноткоцветные (Lamiales).
|  |                                      |  |                                                             |                                                             |                          |  | ещё 21 семейство (согласно Системе APG II) | ещё 21 семейство (согласно Системе APG II) |                                 |  |  |  | ещё от 300 до 500 видов |
|  |                                      |  |                                                             |                                                             |                          |  | ещё 21 семейство (согласно Системе APG II) | ещё 21 семейство (согласно Системе APG II) |                                 |  |  |  | ещё от 300 до 500 видов |
|  |                                      |  |                                                             | порядок Ясноткоцветные                                      |                          |  |                                            |                                            | род Вероника                    |  |  |  |                         |
|  |                                      |  |                                                             | порядок Ясноткоцветные                                      |                          |  |                                            |                                            | род Вероника                    |  |  |  |                         |
|  | отдел Цветковые, или Покрытосеменные |  |                                                             |                                                             | семейство Подорожниковые |  |                                            |                                            | вид Вероника сердцевидноплодная |  |  |  |                         |
|  | отдел Цветковые, или Покрытосеменные |  |                                                             |                                                             | семейство Подорожниковые |  |                                            |                                            |                                 |  |  |  |                         |
|  |                                      |  | ещё 44 порядка цветковых растений (согласно Системе APG II) | ещё 44 порядка цветковых растений (согласно Системе APG II) |                          |  |                                            | ещё 90 родов                               | ещё 90 родов                    |  |  |  |                         |
|  |                                      |  |                                                             | ещё 44 порядка цветковых растений (согласно Системе APG II) |                          |  |                                            |                                            | ещё 90 родов                    |  |  |  |                         |